# Mistrzostwa Polski w Judo 2022
Mistrzostwa Polski w Judo 2022 – 66. edycja mistrzostw, która odbyła się w Warszawie w dniach 20 – 21 października 2022.

## Medaliści

### Kobiety
| Kategoria:    | Złoto:                                        | Srebro:                                     | Brąz:                                                                                     |
| do 48 kg      | Paulina Szlachta (AZS AWF Wrocław)            | Natalia Stokłosa (PGE Akademia Judo Poznań) | Wiktoria Ślązok (Czarni Bytom) Zuzanna Woźniak (Yuko Józefów)                             |
| do 52 kg      | Aleksandra Kaleta (Judo Wolbrom)              | Klaudia Cieślik (AZS AWF Katowice)          | Marta Kuraś (Praesidium Wrocław) Karolina Pieńkowska (AZS UW Warszawa)                    |
| do 57 kg      | Arleta Podolak (Gwardia Warszawa)             | Julia Kowalczyk (Polonia Rybnik)            | Anna Dąbrowska (AZS AWF Wrocław) Oliwia Wątorek (UKS Judo Kraków)                         |
| do 63 kg      | Angelika Szymańska (Olimpijczyk Włocławek)    | Karolina Tałach-Gast (Wybrzeże Gdańsk)      | Agata Pontek (AZS AWF Katowice) Aleksandra Sokołowska (AZS AWF Wrocław)                   |
| do 70 kg      | Katarzyna Sobierajska (UKS Pohl Judo Przemęt) | Urszula Hofman (Polonia Rybnik)             | Aleksandra Kowalewska (Nastula Club Warszawa) Eliza Wróblewska (PGE Akademia Judo Poznań) |
| do 78 kg      | Paulina Dziopa (Czarni Rybnik)                | Julia Jaśkiewicz (Wybrzeże Gdańsk)          | Paulina Muszyńska (Wybrzeże Gdańsk) Aleksandra Turek (UKS Judo Kraków)                    |
| powyżej 78 kg | Paula Kułaga (UKS Copal Trzcianka)            | Anna Załęczna (Judo Toruń)                  | Wiktoria Lis (AZS AWF Katowice)                                                           |

### Mężczyźni
| Kategoria:     | Złoto:                                    | Srebro:                                | Brąz:                                                                                            |
| do 60 kg       | Paweł Tylek (Klub Judo AZS Opole)         | Szymon Śmiegel (Sakura Team Bydgoszcz) | Igor Błaszczak (Juvenia Wrocław) Patryk Łoziak (Czarni Bytom)                                    |
| do 66 kg       | Arkadiusz Makarewicz (Praesidium Wrocław) | Dawid Hypta (Praesidium Wrocław        | Adrian Wala (AZS AWF Katowice) Piotr Zender (Juvenia Wrocław)                                    |
| do 73 kg       | Ksawery Morka (Ryś Warszawa)              | Wiktor Mrówczyński (AZS AWF Katowice)  | Mateusz Garbacz (KUMA Judo Warszawa) Radosław Stroka (AZS AWF Wrocław)                           |
| do 81 kg       | Damian Szwarnowiecki (Praesidium Wrocław) | Paweł Drzymał (Czarni Bytom)           | Jakub Pankowski (Klub Judo AZS Opole) Patryk Walczyk (Czarni Bytom)                              |
| do 90 kg       | Tomasz Szczepaniak (Klub Judo AZS Opole)  | Norbert Majcher (Millennium Rzeszów)   | Igor Dzierżanowski (Akademia Sportu Wawer Warszawa) Sebastian Marcinkiewicz (Praesidium Wrocław) |
| do 100 kg      | Kacper Szczurowski (AZS Gliwice)          | Oleksii Lysenko (AZS AWF Warszawa)     | Michał Jędrzejewski (Wybrzeże Gdańsk) Nikodem Kubiak (PGE Akademia Judo Gdańsk)                  |
| powyżej 100 kg | Jakub Sordyl (Judo Warszawa)              | Wojciech Kordyalik (Śląsk Wrocław)     | Kamil Grabowski (Czarni Bytom) Grzegorz Teresiński (Judo Warszawa)                               |